# 미국의 이란 핵 시설 공습
2025년 6월 22일, 미국 공군과 미국 해군은 ‘한밤의 망치 작전(Operation Midnight Hammer)’이라는 작전명으로 이란 내 여러 핵 시설을 공격했다. 이 작전은 이란-이스라엘 전쟁의 일환이었다. 포르도 우라늄 농축 시설, 나탄즈 핵 시설, 이스파한의 미확인 장소 등이 목표였으며, 노스럽 B-2 스피릿 스텔스 폭격기가 탑재한 30,000파운드(13.6톤)짜리 GBU-57A/B MOP(지하관통폭탄) 14발과 잠수함에서 발사된 토마호크 미사일이 사용되었다. 이 시설들은 이란의 주요 우라늄 농축 중심지이다. 2025년 6월 13일부터 시작된 이번 전쟁은 이란과 이스라엘 간의 격렬한 전투로 이어지고 있다.
도널드 트럼프 미국 대통령은 트루스 소셜을 통해 이번 공격을 "매우 성공적"이라고 공개적으로 발표했다. 미국 공화당 의원들은 대체로 트럼프의 행동을 지지했으나, 대부분의 민주당 의원들과 일부 공화당 의원들은 헌법적 정당성에 대해 우려를 표했다. 국제 사회는 이란의 보복 가능성과 추가적인 전쟁 확산에 대해 전반적으로 우려와 불안을 표명했다.

## 배경
도널드 트럼프는 적어도 2011년부터 이란이 핵무기를 보유해서는 안 된다고 지속적으로 주장해 왔다. 이란은 1970년부터 핵확산금지조약(NPT)의 당사국이었으나, 핵 프로그램의 상태를 두고 지속적인 논쟁이 있었고 NPT 불이행 판정을 받아 장기적인 경제 제재를 받아왔다. 이 제재는 2015년 포괄적 공동행동계획(JCPOA)를 통해 일부 해제되었으나, 트럼프는 첫 번째 임기였던 2018년에 미국을 JCPOA에서 탈퇴시키고 이란에 대한 제재를 다시 부과했다. 이 조치는 국제 사회, 특히 유럽연합으로부터 부정적인 반응을 받았다.
이스라엘은 NPT에 서명한 적은 없지만, 핵무기를 보유하고 있는 것으로 널리 알려져 있다. 2023년 10월 7일 하마스의 공격 이후 이란과 이스라엘 간의 갈등은 더욱 격화되었으며, 하마스는 이란의 지원을 받고 있는 것으로 알려져 있다. 미국은 역사적으로 이스라엘을 중동에서 지원해왔고, 군사 지원 자금을 통해 이스라엘 군에 자금을 지원하거나 이스라엘의 군사 행동을 지지해왔다.
트럼프의 여러 보좌관들(스티브 배넌, 국가정보국장 툴시 개버드 등)은 이란과의 전쟁에 반대했으며, 정보 당국은 이란이 핵무기를 개발 중이라고 판단하지 않고 있다고 주장했다. 이에 대해 트럼프는 개버드를 "틀렸다"고 비판하며 그녀의 발언에 관심 없다고 말했고, 이후 개버드는 입장을 바꿔 "이란이 몇 달 안에 핵무기를 가질 수 있다"고 말했다. 윌리엄 D. 하툰은 6월 13일 이스라엘의 기습 공격 이후 미국이 이스라엘의 군사 행동을 무조건적으로 지지하는 경향에 대해 경고했다.
미국의 랜드 폴과 터커 칼슨을 포함한 많은 우파 정치인들과 논평가들은 트럼프가 이스라엘의 이란 공습을 지지한 것과 미국이 전쟁에 개입할 가능성에 대해 비판했다. 2025년 6월 실시된 여론조사에 따르면, 트럼프 지지자의 53%는 미국이 이란-이스라엘 갈등에 개입해서는 안 된다고 답했다. 별도의 6월 조사(워싱턴 포스트 실시)에서는 미국의 대이란 공습에 대해 45%가 반대했고, 30%는 확신하지 못한다고 했으며, 찬성은 25%에 그쳤다.
6월 22일 공격에 앞선 몇 주 동안, 미국은 자국민을 대피시키고 여행 경보를 발령했으며, 대사관에서 비필수 인력을 철수시켰다. 6월 17일, 트럼프는 이란에 무조건 항복을 요구했다. 국무장관 마르코 루비오는 최근 동맹국들에 워싱턴이 외교적 해법을 선호한다고 밝혔으며, 트럼프는 핵 합의를 지지하트럼프는 “가까운 미래에 이란과 협상이 이뤄질 가능성이 상당히 있기 때문에, 앞으로캐롤라인 레빗개입 여부를 결정하겠다”고 발표했다.
기 위해 미국 관리들을 테헤란에 파견한 바 있다. 6월 19일, 백악관 대변인 캐롤라인 레빗을 통해 같은 날, 베냐민 네타냐후, 이스라엘 카츠, 에얄 자미르(Eyal Zamir) 등 이스라엘 고위 관계자들이 트럼프 행정부에 전화를 걸어 “2주를 기다릴 수 없다”고 통보했다. 이스라엘은 시간이 촉박하다고 판단했으며, 포르도 시설을 관통할 수 있는 벙커버스터는 미국만이 보유하고 있다. 통화에는 JD 밴스와 피트 헤그세스도 참여했으며, JD 밴스는 미국의 직접 개입과 전쟁 확대 가능성에 대해 우려를 표했다.
6월 21일, 미국은 B-2 스텔스 폭격기를 괌에 배치했다. 중동 주둔 미군 기지는 최고 수준의 경계 태세로 전환되었고, 이란은 이스라엘을 돕는 국가를 타격하겠다고 위협했다. 6월 19일 기준, 카타르 알 우데이드 공군기지의 활주로에 있던 대부분의 미군 항공기는 자취를 감췄으며, 이는 이란의 보복 가능성에 대비해 철수한 것으로 보인다. 후티 반군도 전쟁에 참여할 준비가 되어 있다고 선언했다. 이에 대해 미국은 자국 이익이 위협받을 경우 “파괴적인 보복”을 가하겠다고 경고했다.
ABC 뉴스는 미국과 이스라엘 군이 2024년 중반 바이든 행정부 시절에 이 공격을 훈련 시나리오로 모의 연습한 적이 있다고 보도했다. Axios에 따르면, 상원 및 하원의 정보위원회 민주당 수뇌부는 이번 공격에 대해 사전 통보를 받지 못했지만, 공화당 수뇌부는 사전 통보를 받은 것으로 알려졌다.

## 전개

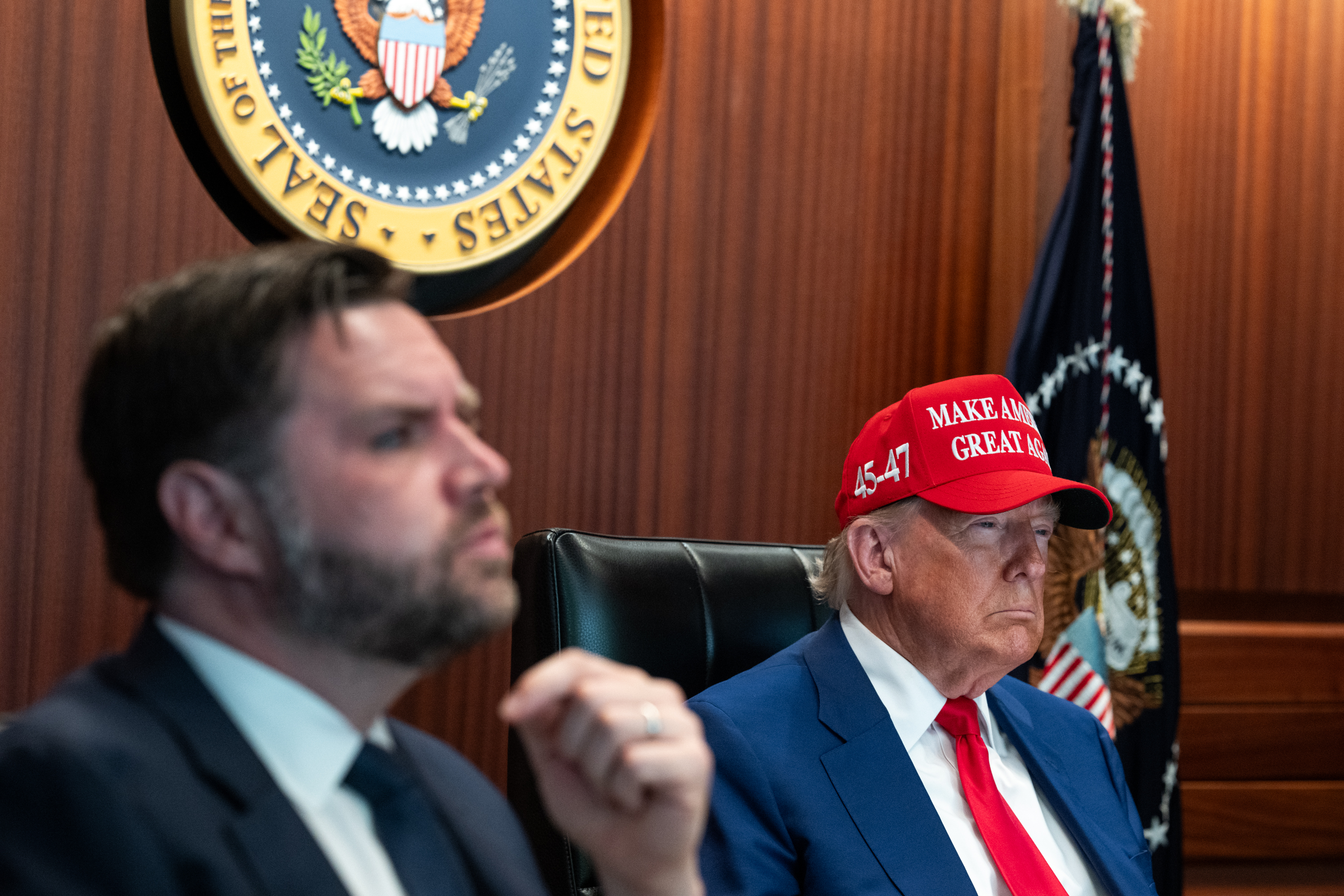
6월 21일 공습 중 상황실에 모인 트럼프 대통령과 밴스 부통령

6월 22일, 미국 공군과 해군은 작전명 '한밤의 망치(Midnight Hammer)' 하에 이란의 핵 시설 세 곳, 포르도, 나탄즈, 이스파한을 공격했다. 미주리주 화이트맨 공군기지에서 제509 폭격비행단 소속 노스럽 B-2 스피릿 폭격기 7대가 무착륙 장거리 비행으로 출격했다. 이 중 6대는 포르도 시설에 GBU-57A/B 벙커버스터 폭탄 12발을 투하했고, 나탄즈에도 MOP 폭탄 2발이 떨어졌다. 이와 별도로, 잠수함에서 나탄즈와 이스파한을 향해 토마호크 미사일 30기가 발사되었다.
GBU-57A/B 벙커버스터는 실전에 사용된 적이 없던 무기로, B-2 폭격기로만 투하할 수 있으며 이는 미국만이 보유한 무기다. B-2 폭격기들은 약 37시간 연속 비행했으며, 비행 중 공중급유를 여러 차례 받았다. 폭격 전에 전투기가 선행 투입된 것으로 알려졌으나, 명확한 자료는 없다.
이란 관료 3명은 포르도와 나탄즈가 현지 시각으로 오전 2시 30분경(KST 기준 오전 8시)에 타격을 받은 것으로 보인다고 밝혔다. 트럼프는 “포르도는 사라졌다”고 말했다. 공격 직후 촬영된 위성 사진에는 포르도 부지 내 폭탄 투하로 보이는 지점 두 곳과 회색-청색 재로 뒤덮인 지역이 포착되었다.
합참의장 댄 케인은 이란 핵 시설들이 "심각한 피해"를 입었다고 밝혔다. 하지만 뉴욕 타임스는 이번 공습으로 포르도 시설이 완전히 파괴되지는 않았다고 보도했다.

공습 이후 트럼프는 다음과 같이 글을 올렸다:
We have completed our very successful attack on the three nuclear sites in Iran, including Fordow, Natanz, and Esfahan. All planes are now outside of Iran air space. A full payload of BOMBS was dropped on the primary site, Fordow. All planes are safely on their way home. Congratulations to our great American Warriors. There is not another military in the World that could have done this. NOW IS THE TIME FOR PEACE! Thank you for your attention to this matter.— 우리는 포르도, 나탄즈, 에스파한을 포함한 이란 내 세 핵 시설에 대한 매우 성공적인 공습을 완료했습니다. 모든 항공기는 현재 이란 영공을 벗어났습니다. 주요 목표였던 포르도에 전량 폭탄을 투하했습니다. 모든 항공기는 안전하게 귀환 중입니다. 위대한 미국 전사들에게 축하를 보냅니다. 이 작전을 수행할 수 있는 군대는 전 세계 어디에도 없습니다. 지금이야말로 평화의 시간입니다! 이 문제에 주의를 기울여 주셔서 감사합니다.

트럼프는 6월 21일 오후 10시(EDT 기준) TV로 짧은 연설을 하며, 이란의 주요 핵 농축 시설이 "완전히 그리고 철저히 파괴되었다"고 주장했다.
이란 국영 언론사 IRNA는 이란 관리를 인용해, 공격을 받은 세 곳의 핵 시설에는 방사성 물질이 없었다고 보도했다. 곰시 비상대책위원회 대변인 모르테자 헤이다리는 적군이 "포르도 핵 시설의 일부"를 폭격했다고 말했다. 이란 정부는 미국의 공습으로 타격받은 핵 시설 인근 주민들에게는 위험이 없다고 밝혔다. IRNA는 포르도 시설이 위치한 곰주의 위기관리본부를 인용해 "곰시 및 주변 지역 주민들에게는 아무런 위험이 없다"고 보도했다.
또한 Amwaj.media는 "고위 이란 정치 소식통"을 인용해, 공격받은 핵 시설은 사전에 대피되었고, 이란의 고농축 우라늄 대부분은 안전한 장소에 보관되어 있었다고 전했다.

### 이란의 대응
마겐 다비드 아돔(Magen David Adom, 이스라엘 구급기관)은 이란이 밤새 보복으로 발사한 미사일로 인해 이스라엘 내에서 최소 16명이 부상을 입었다고 발표했다.

## 여파
유엔 안전 보장 이사회도 이란의 요청으로 그 공습에 대한 긴급 회의를 열었다.

## 반응

### 미국
컬럼비아 특별구 수도경찰청과 뉴욕 경찰국은 이번 공습 이후 종교 시설 주변의 보안을 강화했다. 이후 6월 22일, 미국 국무부는 레바논에서 가족 구성원과 비긴급 미국 정부 직원의 출국을 명령했다.
사우스캐롤라이나주의 공화당 상원의원 린지 그레이엄은 이번 공습을 칭찬하며 "올바른 결정"이었고 "이란 정권은 마땅히 받아야 한다"고 밝혔다. 하원의장 마이크 존슨은 성명을 발표하며 "트럼프 대통령은 핵무장 이란을 용납하지 않을 것이라고 일관되고 명확하게 밝혔다. 그 입장은 이제 강력하고 정확하며 명확하게 강제되었다"고 말했다. 미국 상원 정보위원회 위원장인 아칸소주의 톰 코튼 상원의원은 "트럼프 대통령은 올바른 결정을 내렸으며 아야톨라들은 미국인을 표적으로 삼지 말라는 그의 경고를 기억해야 할 것"이라고 트윗했다. 켄터키주의 미치 매코널 상원의원은 이번 공습이 "테헤란의 전쟁광들에게 현명한 대응"이었다고 말했다. 상원 다수당 원내대표인 존 튠은 이번 조치가 이전의 실패한 외교적 노력 이후 필요했다고 주장하며 "미국에 '죽음을', 이스라엘에 '지도에서 지워버릴 것'을 약속한 이란 정권은 평화를 위한 모든 외교적 경로를 거부했다"고 말했다. 몬태나주의 팀 쉬히 상원의원은 이번 공습을 "올바른 결정"이라고 불렀다. 텍사스주의 테드 크루즈 상원의원은 성명에서 "오늘 밤의 조치는 그러한 가능성을 차단하고 이란의 핵무기가 제기하는 종말론적 위협에 대응하는 데 크게 기여했다"고 말했다. 미국 하원 정보위원회 위원장인 릭 크로포드 하원의원은 트럼프 대통령을 칭찬하며 "이번 조치 이전에 백악관과 연락을 취했으며, 앞으로도 그들과 긴밀히 협력하여 상황을 주시할 것"이라고 밝혔다.
전 플로리다주 주지사이자 2016년 대선 후보였던 젭 부시, 대사 마크 월리스, 프랜시스 타운센드, 톰 투겐하트는 공동 성명을 발표하며 "트럼프 대통령과 미국이 내린 이 결정, 즉 21세기 가장 중요한 결정 중 하나를 높이 평가한다"고 말했다.
민주당 펜실베이니아주 상원의원 존 페터먼은 이번 공습을 칭찬한 첫 번째 민주당 상원의원으로, "오랫동안 주장해왔듯이, 이것은 POTUS의 올바른 조치였다. 이란은 세계 최고의 테러 지원국이며 핵 능력을 가져서는 안 된다. 세계 최고의 군대에 감사하고 경의를 표한다"고 말했다. 페터먼은 이전에 "대통령이 마침내 이란을 폭격하고 파괴하기를 바란다"고 말한 바 있다.
민주당 하원의원 짐 하임스는 트럼프의 게시물에 "우리가 모두 수호하겠다고 맹세한 헌법에 따르면, 이 문제에 대한 나의 관심은 폭탄이 떨어지기 '전'에 온다. 끝."이라고 답했다. 그는 나중에 성명에서 "도널드 트럼프가 의회의 승인 없이 이란에 대한 직접적인 군사 행동을 개시한 결정은 헌법을 명백히 위반한 것이다. 헌법은 전쟁 선포 권한을 명시적으로 의회에 부여한다"며 "이 작전이 목표를 달성했는지 여부는 현재 단계에서 알 수 없다"고 말했다. 민주당 하원 소수당 원내대표 하킴 제프리스는 "트럼프 대통령은 자신의 의도에 대해 국민을 호도했으며, 군사력 사용에 대한 의회의 승인을 구하지 않았고, 중동에서 잠재적으로 재앙적인 전쟁에 미국이 얽힐 위험을 감수했다"고 말했다.
공화당 하원의원 토머스 매시는 이번 공습을 "헌법에 어긋난다"고 비난하며 이란으로부터 "미국에 대한 임박한 위협"은 없었다고 말했다. 민주당 하원의원 다이애나 디게트는 트럼프의 "무모한 행동이 미군 병사와 미국 시민의 생명을 위협할 것"이라고 말했다. 민주당 제14선거구 하원의원 알렉산드리아 오카시오코르테스는 트럼프의 행동이 "분명 탄핵 사유"라고 말했다. 버몬트주의 무소속 상원의원 버니 샌더스는 털사에서 열린 "투쟁하는 과두정치 투어" 집회 도중 공습 소식을 접하고 이를 "경각심을 주는" 것이자 "극히 위헌적인" 행위라고 불렀다. 공화당 하원의원 워렌 데이비슨은 "헌법에 부합하는 합리적 근거를 상상하기 어렵다"고 트윗했다. 공화당 하원의원 마저리 테일러 그린은 "이것은 우리의 싸움이 아니다"라고 말하며 공습의 근거를 비판하며 "네타냐후가 이란 국민에게 먼저 폭탄을 투하하지 않았다면 이스라엘 국민에게 폭탄이 떨어지지 않았을 것"이라고 언급했다. 하원 군사위원회 소속 민주당 하원의원 로 칸나는 "현실은 사람들이 이란에서 정권 교체를 원하고 있으며, 이 대통령을 폭격하도록 부추기고 있다"고 말했다.
미국-이슬람 관계 위원회 전국 집행이사 니하드 아와드는 "트럼프 대통령의 이란에 대한 불법적이고 정당하지 않은 전쟁 행위를 규탄한다. 통제 불능의 이스라엘 정부의 압력 하에 감행된 이 공격은 이란이 핵무기를 추구하지 않는다는 우리 국가 정보 기관의 오랜 결론에도 불구하고 발생했다"고 말했다. 그는 조지 W. 부시 대통령의 "재앙적인" 2003년 이라크 전쟁과 비교했다.
이번 공습은 스티브 배넌, 터커 칼슨, 테오 본 등 일반적으로 트럼프를 지지하는 여러 평론가들에게서 비판을 받았다. 전 유엔 주재 미국 대사 존 볼턴은 이번 공습을 칭찬했다.

### 이란
2025년 6월 21일 기준, 이란 최고 지도자 알리 하메네이는 공습 당시 지하 벙커에 있어 전자 통신 수단이 없었기 때문에 공식적인 답변을 발표하지 않았고, 이란의 최종적인 대응은 불분명했다. 아바스 아라그치 이란 외무장관은 이번 공습을 "유엔 헌장과 국제법에 대한 무모한 위반"으로 규탄하며 "이란은 주권, 이익, 국민을 방어하기 위한 모든 선택권을 보유하고 있다"고 밝혔다. 이란 고문 메흐디 모함마디는 이란이 이번 공격에 놀라지 않았고 오랫동안 예상해왔으며, 포르도 시설이 대피되었고 돌이킬 수 없는 피해는 없었다고 주장했다.
이란 원자력 기구 (AEOI)는 미국의 공격을 "국제법, 특히 핵확산방지조약을 위반한 야만적인 행위"라고 비난하며, 국제 사법 재판소에서 정의를 추구하고 핵 프로그램을 계속할 계획이라고 밝혔다. AEOI는 소셜 미디어 게시물에서 방사선 시스템 데이터와 현장 조사가 포르도, 이스파한, 나탄즈 지역 주민들에게 오염이나 위험의 징후를 보이지 않는다고 밝혔다.
이란 이슬람 공화국군은 공격에 참여한 비행기의 비행 경로가 확인되어 추적 중이라고 발표했다. 그들은 이스라엘에 대한 공격과 인프라 파괴가 계속해서 강력하게 진행될 것이라고 말했다.
이란계 미국인 기자이자 활동가인 마시 알리네자드는 X에서 포르도 핵시설이 "평화로운 에너지 목적이 아니었다. 정권이 자국민에게 깨끗한 물이나 주거조차 감당할 수 없다고 말하는 동안, 핵 프로그램을 세상에 숨기기 위해 산 속에 지어진 것"이라고 주장했다.

### 이스라엘
이스라엘은 공습에 대한 대응으로 영공을 폐쇄했다.
베냐민 네타냐후는 트럼프에게 축하를 전하며 "정의롭고 경외로운 미국의 힘으로 이란 핵시설을 겨냥한 그의 '과감한 결정'은 역사적인 전환점이 될 것"이라고 말하며 트럼프가 "지구상의 어떤 나라도 할 수 없었던 일을 해냈다. 역사는 트럼프 대통령이 세계에서 가장 위험한 정권이 세계에서 가장 위험한 무기를 갖지 못하도록 행동했음을 기록할 것"이라고 말했다. 전 국방장관 요아브 갈란트는 트럼프가 "미국, 이스라엘, 그리고 모든 인류를 위한 과감한 결정"을 내렸다고 말했다. 이츠하크 헤르초그 대통령은 "인류 역사에서 자유, 책임, 안보의 원칙이 승리한 순간"이라고 트윗하며 "미국에 감사하다"고 덧붙였다.

### 국제 기구
유엔 사무총장 안토니우 구테흐스는 이번 공격을 "위험한 확전"이라고 묘사하며 외교를 촉구했다. 유엔 안전 보장 이사회는 이란의 요청으로 공습에 대한 긴급 회의를 개최했다. NATO 사무총장 마르크 뤼터는 시그널 메시지를 통해 트럼프에게 이란에서의 "결정적인 행동"에 대해 칭찬하고 감사하며, 이를 "정말 특별하고 아무도 감히 하지 못했던 일"이라고 불렀다.
2025년 6월 23일, IAEA 사무총장 라파엘 그로시는 긴급 회의를 소집하고, 이번 공격이 "전 세계 핵 비확산 체제를 붕괴시킬 위험이 있다"고 경고하며, 국가들이 협상을 통해 평화를 이루지 못하면 상상할 수 없는 파괴가 있을 것이라고 경고했다. 그는 이란에 IAEA 사찰단이 피해, 방사선 수치, 독성 물질 방출을 평가할 수 있도록 허용할 것을 요청했다.

### 비국가 행위자
이번 공격은 이란의 저항의 축 동맹국들로부터 비난을 받았다. 하마스는 이번 공격을 "노골적인 침략"이라고 규탄했다. 헤즈볼라는 이번 공격을 "평화로운 핵 시설에 대한 야만적이고 비열한 미국의 침략"이라고 비난하며 이란과 "그 지도부"에 대한 "완전한 연대"를 확인했다. 그러나 헤즈볼라는 이란이 "자신을 방어할 능력이 있는 강대국"이라며 보복하지 않을 것이라고 말했으며, 이스라엘과의 이전 휴전 협정을 계속 준수할 것이라고 덧붙였다. 후티는 이번 공격을 "위험한 확전이자 지역 및 국제 안보와 평화에 대한 직접적인 위협"이라고 비난하며 "트럼프는 결과를 감수해야 한다"고 말했다. 또한 2025년 미국-후티 휴전 협정이 종료되었음을 발표하고 홍해에서 미국 선박 공격을 재개하겠다고 맹세했다.